# Protoceras
Protoceras és un gènere extint de mamífers artiodàctils de la família dels protoceràtids que visqueren a Nord-amèrica des de l'Oligocè inferior fins al Miocè inferior, fa entre 16 i 33,9 milions d'anys. Se n'han trobat restes fòssils al Canadà i els Estats Units. Els mascles estaven dotats de tres parells de banyes curtes: un a les maxil·les, un altre al damunt de les òrbites oculars i encara un altre a les regions parietals. Les femelles, en canvi, no en tenien cap. El nom genèric Protoceras significa ‘primera banya’.